# 古德伍德速度節

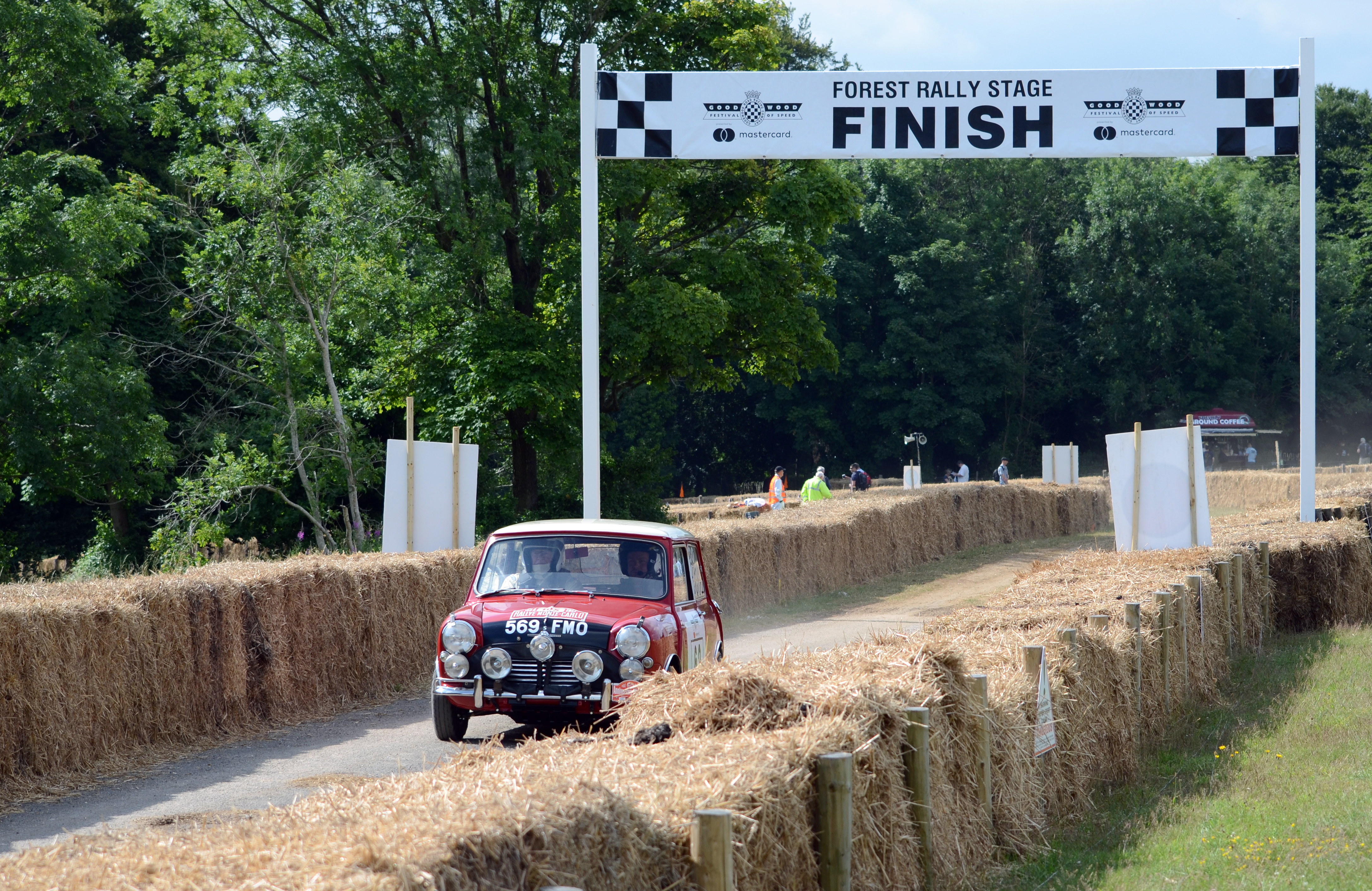

古德伍德速度節（英語：Goodwood Festival of Speed），每年6月下旬或7月上旬在英格蘭西薩塞克斯郡古德伍德大宅（Goodwood House）舉行的賽車活動。首屆活動儘管與利曼24小時耐力賽賽期重疊，但仍吸引25000人進場，在第二屆活動仍與利曼重疊後，主辦方查爾斯‧戈登-倫諾克斯宣布其後活動不得與一級方程式或利曼24小時耐力賽賽期重疊，現時一般於英國大獎賽前或後一個星期舉行。在舉辦的最初幾年，已經有數以萬計的觀眾在速度節的周末出席此活動。2003年以後，門票上限為15萬張，藉此控制人流。

## 外部連結
- 官方网站

50°52′5″N 0°44′5″W / 50.86806°N 0.73472°W